# 北方十字军入侵

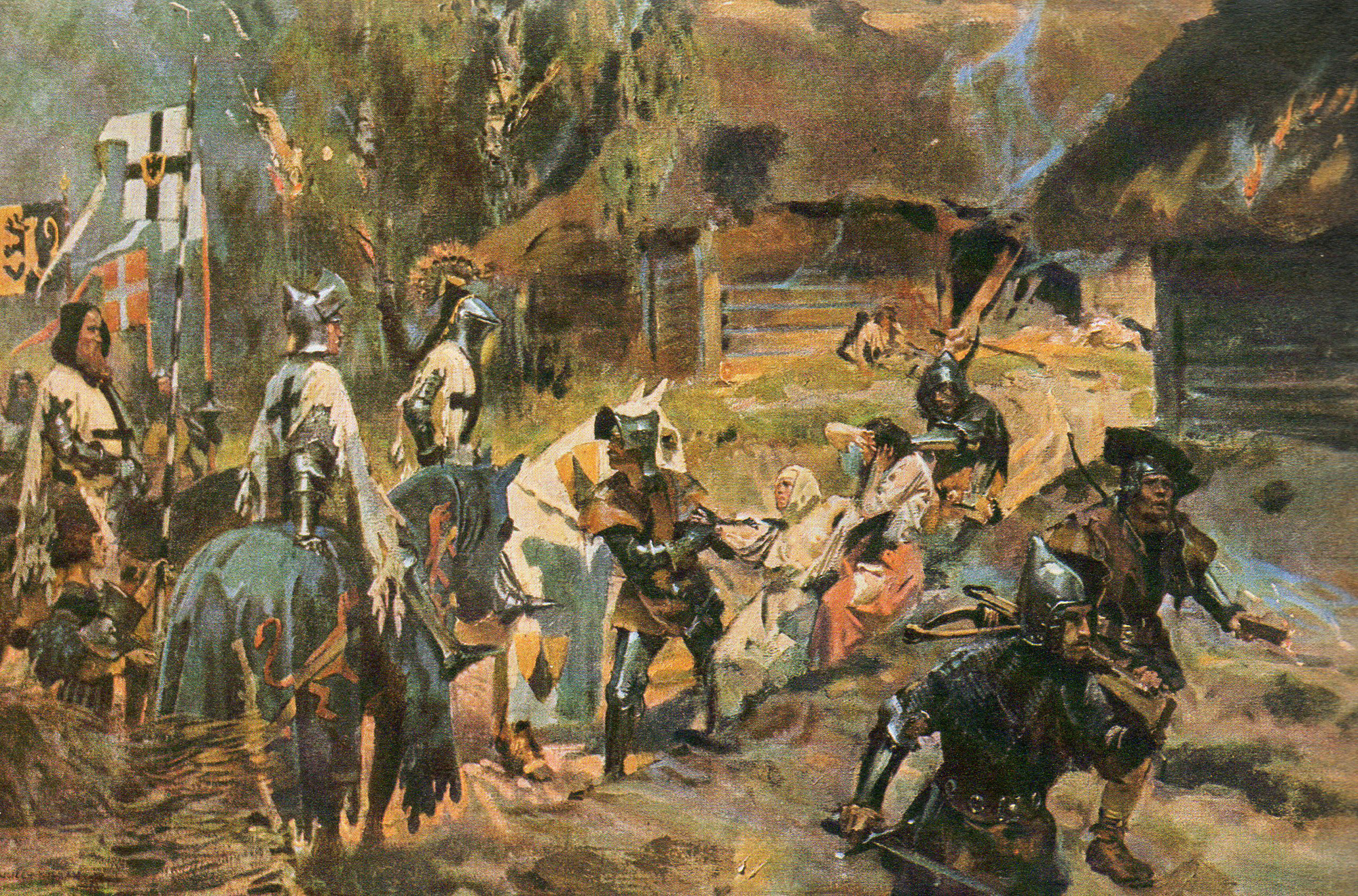
條頓騎士的征服，沃伊切赫·科薩克（Wojciech Kossak）所繪

北方十字军戰役或称为波罗的十字军戰役，是指由丹麦和瑞典信奉天主教的国王、德意志的宝剑骑士团及条顿骑士团和他们的盟友針对北欧波罗的海东南部异教地區所发起的軍事征服。瑞典和德意志为反对俄罗斯的东正教徒而发起的战役，有時候也被認為是北方十字军戰役的一部分。这些战争中的一部分在中世纪時就被称為十字军戰役，但是其他部分，包括大部分的瑞典的部分，到19世纪才第一次被浪漫民族主义历史学者称为十字军戰役。波罗的海东部因为军事征服而改变：首先是利沃尼亚人、拉特加利亚人和爱沙尼亚人，然后是瑟米利亚人、库尔兰人、普鲁士人和芬兰人，都被丹麦人、德意志人和瑞典人合伙击败、洗礼、占领，甚至有時候灭绝。

## 背景

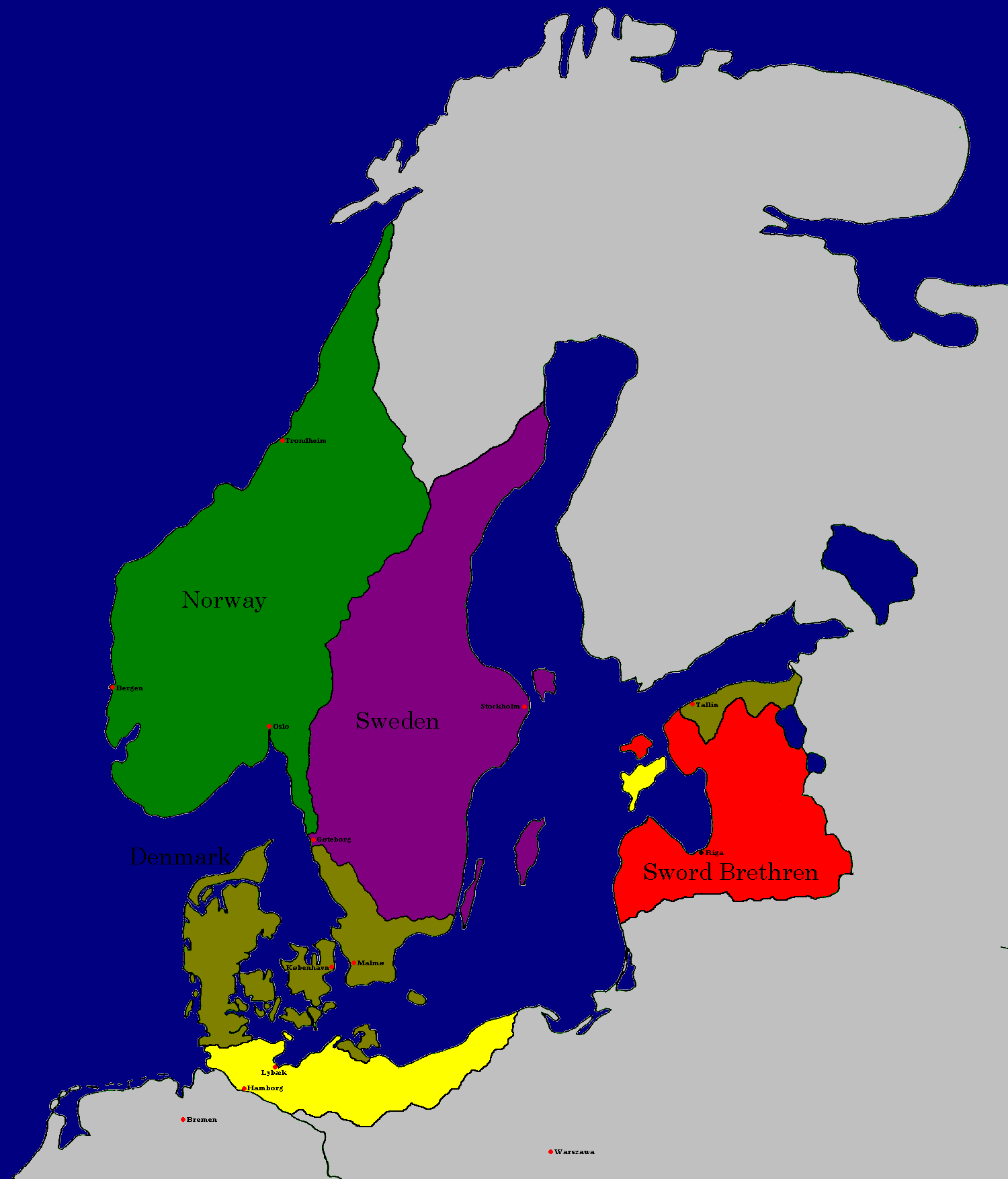
北方十字军入侵后丹麦、挪威、瑞典和宝剑骑士团的领土

北方十字军戰役正式的發起時點是教宗塞莱斯廷三世在1193年發布的徵召；但斯堪的纳维亚的基督教王国和神圣罗马帝国在更早的时候就已经开始征服它们的异教徒邻居了。在不同時期成为北方十字军的对象的非基督教民族包括： 
- 波拉比安斯拉夫人，索布人和易北河与奥得河之间的奧博特人（为萨克森人，丹麦人和波兰人的对象，在文德十字军的时候開始）
- 1154年（位于现在的）的芬兰人（狭义上的芬兰人；存疑），1249年？（塔瓦斯提亚）和1293年（芬属卡厄里亚）（瑞典十字军戰役，儘管基督教化已經在更早的時候開始了。）
- 利沃尼亚人，拉特加利亚人，瑟洛尼亚人和爱沙尼亚人（被德意志人和丹麦人列为对象，1193年-1227年）
- 瑟米利亚人和库尔兰人（1219年-1290年）
- 古普鲁士人
- 立陶宛人和萨莫吉希亚人（被德意志人列为对象，不成功，1236年-1316年）。

波罗的人、住在波罗的海岸的斯拉夫人、他们位于南北两边的邻居萨克森人及丹麦人之间，在這次十字軍戰役之前，已經有好几个世纪的武装冲突。先前的战争大多數起因於尝试摧毁城堡和海商路與获得该地区的经济优势，而這次十字军戰役基本上延续了这种冲突的格局，儘管现在是基於教宗的鼓励和命令，并由教廷的骑士和武僧來進行。

## 戰爭目標
14世紀時德意志的條頓騎士團在波羅的海區域最重要的戰爭目標便是征服立陶宛人。因為條頓人想借此打開他們兩個核心區域普魯士與利沃尼亞的通道。

## 文德十字军
這場战役开始自1147年的文德十字軍（Wendish Crusade），以攻击居住在现在德国东北部的波拉比安斯拉夫人（或称为“文德人”）为目标。這場十字军戰役与在圣地发动的第二次十字军东征同時進行，而且不規律地持续到16世纪。

## 对利沃尼亚人，拉特加利亚人和爱沙尼亚人的征服（1198-1227）
在12世纪，居住于現在爱沙尼亚，拉脱维亚和立陶宛地方的人，形成了一个異教的楔子插在逐漸强大的基督教國家之間——东边的东正教与西边的天主教。教條的差异是他们还没有被有效地轉化的原因之一。在德意志十字军到来之前一个超过150年的时期，爱沙尼亚曾被數個俄罗斯人的親王国攻击13次，也曾被丹麦和瑞典攻击。爱沙尼亚人為了他們自己曾幾次襲擊丹麥和瑞典。西方的基督徒曾嘗試企圖和平地轉化爱沙尼亚人，由阿德尔伯特，1045年到1072年的不莱梅大主教派遣的任務開始。然而，这些和平的努力看起來成果非常有限。

### 对利沃尼亚人的征服（1198-1212）
随着循古代维京人的貿易路线航海的德意志商人的航跡，一位名为買因哈特的修道士於1180年在位于现在的拉脱维亚的道加瓦河河口登陆并在1186年成為主教。在1193年，教宗塞莱斯廷三世宣布發動針對波罗的异教徒的十字軍并且一支由買因哈特的继任者，主教博索特领导的十字军远征隊，在1198年于利沃尼亚（现在的拉脱维亚的一部分，在里加湾周围）登陆。儘管十字军赢得了他们的第一场战役，主教博索特卻受了致命伤，十字军也被击退。 
在1199年，布克斯霍沃登的阿尔伯特被大主教不莱梅的哈特维希二世指派去將波罗的海國家基督教化。到阿尔伯特死了30年后，对现在的爱沙尼亚和拉脱维亚北部的征服和基督化已完成。阿尔伯特开始他的差事，游历帝国，劝说讨伐波罗的海国家，并用声明反对波罗的异教徒获得前往圣地，参加十字军的相同地位的教宗诏书来支援这件事。虽然他只携带23条船和500个军人在1200年于道加瓦河河嘴登陆，主教的努力确保了征兵的稳定。第一批十字军战士通常在春季抵达战场战斗，在秋季回家。为了确保一个永久性的军事组织存在在战场上，宝剑骑士团在1202年成立。主教阿尔伯特在里加的市场上的铸造业吸引了来自帝国的平民，并因此经济变得繁荣。在阿尔伯特的要求下，诺森三世将波罗的海国家献给圣母玛利亚，以使他的军队有名望，并能征募更多新兵，而且名字“玛利亚之地”到现在依然存在。.

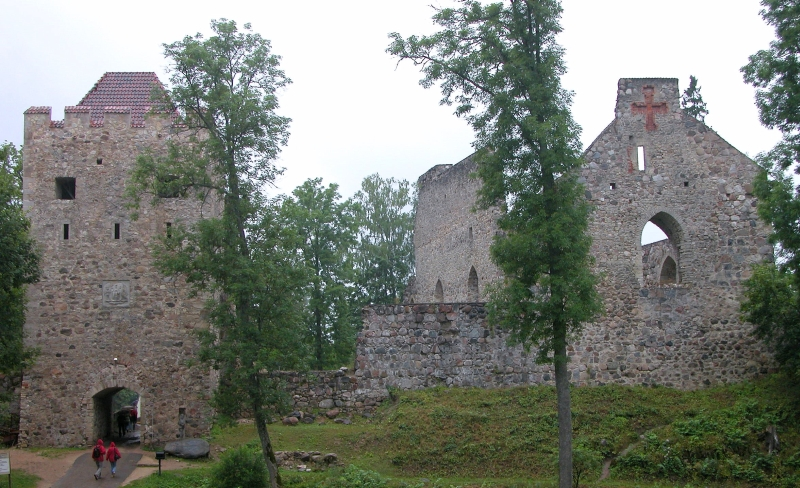
锡古尔达的城堡废墟

在1206年十字军占领位于土莱达高加河右岸，通往罗斯西北部的古老商道的利沃尼亚城堡。为了控制高加河左岸，1210年之前在锡古尔达建立了一个石制城堡。随后，在1211年利沃尼亚省份梅茨波尔（现在的林巴济县）和利沃尼亚人与拉特加利亚人共同居住的伊杜梅阿（现在的斯查尔普）昄依天主教信仰。最后一场与利沃尼亚人为战是在1212年发动的萨特泽尔堡垒（在锡古尔达附近）的攻城战。给东斯拉夫公国波洛茨克进贡的利沃尼亚人起初认为德意志是有用的盟友。第一被洗礼的著名的利沃尼亚人为他们的首领卡波。为了收紧与德意志的关系，利沃尼亚人反抗十字军和接受洗礼的首领，但是起义被镇压了。卡波直到于1217年在圣马太日之战时战死依然是十字军的盟友。
德意志十字军使不久前接受洗礼的利沃尼亚战士入伍，以参加十字军与拉特加利亚人和瑟洛尼亚人（1208年-1209年），和爱沙尼亚人（1208年-1227年）与后来的瑟米利亚人和萨莫吉希亚人（1219年-1290年）作战的战役。

### 对拉特加利亚人和瑟洛尼亚人的征服（1208-1224）
在征服利沃尼亚人之后，十字军开始注意在高加河和道加瓦河东部的拉特加利亚公国。1028年的军事同盟和后来的由东正教昄依为天主教信仰，塔拉瓦是唯一一个在北欧十字军入侵期间被和平征服的波罗的海部落。塔拉瓦统治者塔利瓦迪斯（Talibaldus de Tolowa）变为了德意志十字军征服爱沙尼亚人期间最忠诚的盟友，而且在1215年，他是以烈士和天主教徒的身份埋葬的。对拉特加利亚和瑟洛尼亚国家的战争于1208年沿着道加瓦河航道在东正教公国科克尼斯与瑟米利亚赛皮尔斯城堡附近开战。战役持续至1209年对东正教公国杰尔斯卡（称为莱提亚）的攻击，十字军指责立陶宛的异教盟友。在胜利后杰尔斯卡国王维斯瓦尔迪斯变为了利沃尼亚教区的诸侯，并接受他的国家的一部分（拉特加尔南部）作为封地。瑟洛尼亚要塞赛皮尔斯短暂地成为了瑟洛尼亚教区（1218年-1226年）的成员，而后由利沃尼亚骑士团管辖。仅在1224年，因里加主教和宝剑骑士团在塔拉瓦和阿德泽尔的分裂，拉特加利亚国家最终变为了德意志征服者的私人财产。在1239年，前杰尔斯卡公国的领土被里加主教和宝剑骑士团瓜分。

### 对爱沙尼亚人的征服（1208-1227）
在1208年，德意志人已经强大到可以开始展开对在那个时候，分为由长老和与几个国家在有限程度上共管的8个大国和几个稍小的国家的爱沙尼亚人的入侵了。在1208年至1227年，站在不同立场的主战派冲向了利沃尼亚，被拉特加利亚和爱沙尼亚国家，与利沃尼亚人和拉特加利亚人在不同立场上于不同时间内正常地作为十字军和波洛茨克和普斯科夫公国的盟友。山堡，爱沙尼亚国家的关键中心，多次被包围，占领。厌战方之间的停战条约规定三年（1213年-1215年）停战，而且它证实在大体上，对强硬的德意志人的赞赏更多，虽然爱沙尼亚人不能发展他们在集权国家宽松的结盟的方法。利沃尼亚领袖卡波在1217年9月21日于维尔扬迪（菲林）阵亡，但是战争让爱沙尼亚人惨败，爱沙尼亚领袖列姆比图也阵亡了。自1211年起，他的名字已经渐渐被德意志编年史留心，作为一个著名爱沙尼亚长老，而且他变为了爱沙尼亚抵抗运动的象征。 
天主教王国丹麦和瑞典也开始对波罗的沿岸东部的征服所产生的利益贪婪。虽然瑞典人只在1220年于西爱沙尼亚发动一次不成功的袭击，由丹麦国王瓦尔德马二世领导的丹麦舰队在1219年于爱沙尼亚城镇林达尼斯（现在的塔林）登陆。在林达尼斯战役后，丹麦人建立了一个要塞，在1200年至1223年被爱沙尼亚人包围，但是堡垒还是被坚守了下来，而整个北爱沙尼亚被丹麦占领。
最后一个被入侵者占领的爱沙尼亚县份是萨雷马，在与德意志十字军作战时战舰被丹麦和瑞典突袭。在1227年1月，教廷使节摩德纳的威廉麾下的20000精兵在萨雷马战舰被冰封住时，穿过寒冷的海面。在战胜爱沙尼亚人后，十字军开始了对库尔兰人和瑟米利亚人和其他住在道加瓦河西南部的部落的征服。

## 对库尔兰人和瑟米利亚人的征服（1201-1290）
早在1201年库尔兰人开始在1201年至1210年十字军再次进攻里加时与十字军作战，不管怎样，主教阿尔伯特考虑到库尔兰为瓦尔德马二世的附庸，而且没发动大战争。只是在他死后十字军在1230年在瓦尼马利，一个位于库尔兰东北部，利沃尼亚人和库尔兰混居的城镇，签署和平投降条约。同年，教廷副使节阿尔尼亚的巴尔多恩废除了这个条约，而且和中库尔兰领导者拉米金（Lammechinus rex）签约，将他的王国交给教皇，而巴尔多恩变为库尔兰的教皇代表和瑟米利亚主教。不管怎样，德意志人在罗马教廷抱怨他，而且在1234年，教皇额我略九世撤销巴尔多恩作为他的代表的职位。 
在苏勒战役被萨莫吉希亚人和瑟米利亚人打得完败后，宝剑骑士团的幸存者从1237年起作为条顿骑士团的一部分，而且变为众所周知的利沃尼亚骑士团。在1242年，利沃尼亚骑士团团长格罗宁根的安德鲁手下的人领导的十字军开始征服库尔兰。它们打败了库尔兰人，直到南部临近立陶宛当时边界的埃姆布特，并在库尔迪加建立了主要要塞。教皇英诺森四世在1245年将利沃尼亚骑士团的三分之二分给已被征服的库尔兰，而三分之一分给库尔兰主教区。1260年，在杜尔伯战役萨莫吉希亚人和库尔兰人击败了联合起来的利沃尼亚和条顿骑士团。十字军最终在1267年征服库尔兰人，而且签署和平协议，规定战败方的责任和权利。它们领土没有被征服的南部地区（切克里斯和梅加瓦）被立陶宛大公国统治。

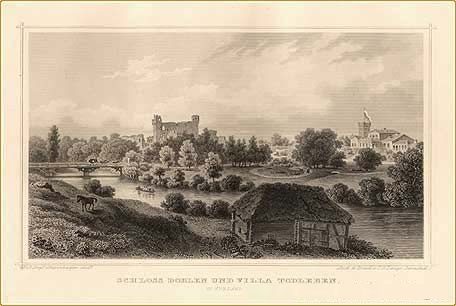
多比勒城堡废墟（W.S.斯塔文哈根）

对瑟米利亚国家的征服开始于1219年来自里加的十字军占领列鲁普河水路要塞梅索仁的时候。在几次针对瑟米利亚异教公爵维斯塔尔兹和他的盟友萨莫吉希亚人的不成功战役发动后，罗马教廷决定在1251年撤销瑟米利亚主教，而且将其管理土地交由里加主教区和利沃尼亚骑士团共管。在1265年，列鲁普河上的石制城堡在叶尔加瓦建立，并变为十字军征服瑟米利亚的主要军事基础。在1271年，特维特首都要塞被占领，但是瑟米利亚人在公爵那梅西斯领导下于1279年立陶宛人在埃兹卡乌克战役击败利沃尼亚骑士团时造反。公爵那梅西斯靡下的瑟米利亚军队在1280年不成功地进攻了里加，作为回应，大约14000名十字军战士在1281年包围土莱达城堡。为征服剩余的瑟米利亚要塞，骑士团团长恩多普的维勒金在1287年建立了黑里根堡（Heiligenberg）城堡，和后来的特维特城堡。在1287年，瑟米利亚人制造了另一个尝试占领里加的活动，但是未能实现。在他们回家的路上，利沃尼亚骑士团攻击了他们，但是在加罗扎战役上骑士团被击败，而且团长维勒金和至少35位骑士阵亡。骑士团的新团长哈茨金斯特因的库诺在1289年和1290年组织了最后一场征服瑟米利亚人的战役，而那时多比勒，拉克特和希达尔比要塞被征服，而大多数瑟米利亚战士加入萨莫吉希亚和立陶宛军队。

## 普鲁士和立陶宛

### 马佐夫舍的康拉德的战役
波兰马佐夫舍公爵康拉德一世于1219年和1222年在十字军里不成功地尝试征服普鲁士异教徒。征求第一位普鲁士主教奥利瓦的克里斯蒂安的意见，康拉德在1220年建立骑士团多布林骑士团。不管怎样，这个骑士团在很大程度上并不起作用，而且康拉德对普鲁士人的进攻时，普鲁士人侵犯其领土库尔姆兰（海乌姆瑙地区）也证实了这一点。遭受了忠诚于异教的普鲁士人的反击，康拉德想要在海乌姆瑙地区边界地区发生战斗时，稳定马佐夫舍公国北部。马佐夫舍只在10世纪的时候才被征服，而且本地普鲁士人，约特温基亚人和立陶宛人仍在其领土居住，而那里没有稳定的边界线存在。他的军队的软弱让康拉德请求条顿骑士团到普鲁士。

### 条顿骑士团

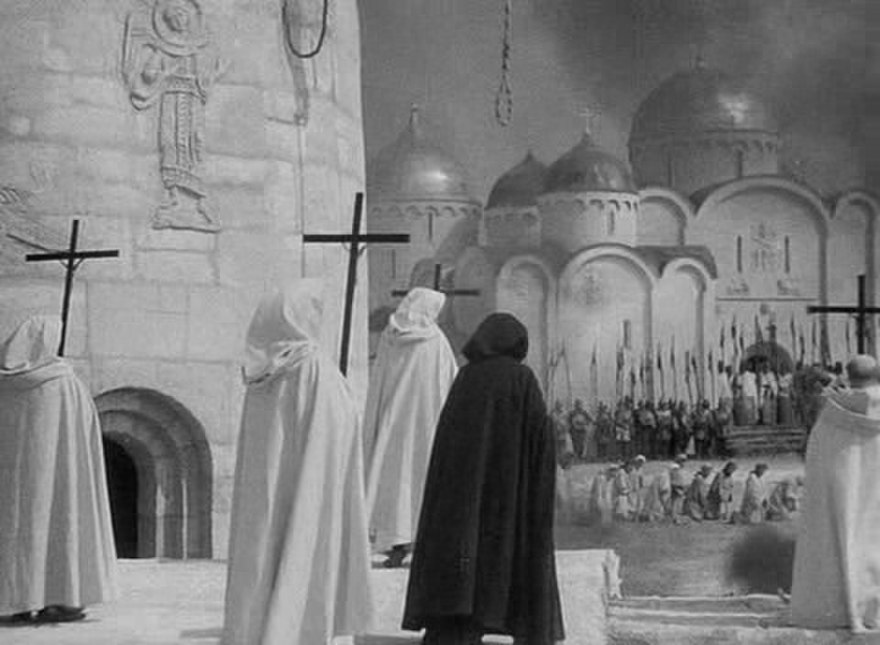
1240年条顿骑士团在普斯科夫。出自谢尔盖·爱森斯坦导演的电影《亚历山大·涅夫斯基》

北方十字军提供了建立于12世纪末的巴勒斯坦的德意志条顿骑士团十字军骑士发展和扩大的原因。由于穆斯林在圣地的胜利，无奈之下骑士团在欧洲寻找新任务。在波兰中西部的公爵康拉德一世在1226年请求骑士团保卫他的边境并征服波罗的普鲁士人异教徒。在征服普鲁士人后，条顿骑士团与波兰和立陶宛大公国交战。
当利沃尼亚骑士团于1236年在苏勒战役被立陶宛人击溃时，同时在爱沙尼亚发生一系列起义事件，条顿骑士团继承了利沃尼亚骑士团，允许条顿骑士团行使对波罗的海地区较大领土的控制。条顿骑士团未能征服在1386年大公雅盖沃在与11岁女王雅德维加结婚时才昄依天主教的立陶宛。
条顿骑士团尝试征服东正教的俄罗斯（特别是普斯科夫共和国和諾夫哥羅德共和國），这个计划被额我略四世支持，这也被认为是北方十字军的一部分。几个主要的征服俄罗斯的计划是在1242年的楚德湖战役。不管有没有教皇的祝福，瑞典都加入了对东正教诺夫哥罗德的讨伐。